# Ṛta
ṛtasya naḥ pathā nayāti viśvāni duritā nabhantām anyakeṣāṃ jyākā adhi»
(Ṛgveda, X, 133-6)
Ṛta (devanāgarī ऋत), anche reso Rita, è un termine maschile sanscrito che compare nei più antichi Veda ed è fondante nel vedismo. Con Ṛta si intende l'"ordine cosmico" a cui soggiace l'intera realtà, ma anche una consuetudine sacra ovvero l'associazione tra il rito sacrificale e l'universo a cui esso è strettamente associato. Esso prelude, quindi, al termine più diffuso, e successivo, di Dharma.
Il termine Ṛta deriva da Ṛ (radice sanscrita di "muoversi") e *ar (radice indoeuropea di "modo appropriato"), quindi "muoversi, comportarsi, in modo corretto".
Così Ṛta acquisisce il pieno significato di "ordine cosmico" ovvero della Realtà che procede priva di contrapposizioni od ostacoli. Questo termine è legato, sempre per mezzo della radice indoeuropea di *ar, al termine greco harmos, da cui l'italiano "armonia", e al latino ars da cui "arte".
Ṛta è un termine assegnato ai deva che operano coerentemente con l'ordine cosmico, il quale va difeso e mantenuto. Coloro che non perseguono questo "ordine" sono anṛta (non ṛta) o anche asatya (non veri).
Questo termine è collegato all'avestico Aša che possiede, anche nello zoroastrismo, il medesimo significato.
Ṛta si oppone al sanscrito vedico Druh (avestico druj) che rappresenta il suo opposto ovvero il disordine provocato dai "demòni" e dagli umani che si dedicano a distruggerlo o a corromperlo.
Nel vedismo Ṛta è sempre stato considerato un principio impersonale e mai fu reso come una divinità "personale". La divinità vedica che incarna il principio dello Ṛta è Asura Varuṇa (वरुण sanscrito, avestico Ahura Mazdā), suo tutore e vincitore del Caos, nonché protettore, severo e temuto, della "giustizia" e della "verità".
Ṛta è particolarmente considerato nella pratica cultuale, ovvero nella corretta esecuzione di detta pratica che permette la permanenza stessa dell'ordine cosmico.